# Vilde hjerter
Vilde hjerter (originaltitel Wild at Heart) er en amerikansk, film fra 1990 instrueret af David Lynch. Filmen er baseret på en roman af Barry Gifford og hovedrollerne spilles af Nicolas Cage og Laura Dern. 
Filmen kan betegnes som en roadmovie og en kærlighedshistorie med genretræk fra melodramaet, men fortalt i en postmoderne stil. Filmen mixer bizarre, næsten overnaturlige, begivenheder med vold og er en usædvanlig hyldest til Troldmanden fra Oz. 
Filmen vandt Den Gyldne Palme ved filmfestivalen i Cannes i 1990.

## Handling
Filmen handler om parret Sailor Ripley (Nicolas Cage) og Lula (Laura Dern) på deres vej væk fra deres uhyggelige fortid, ud af mulighedernes landevej. Det eneste Lula er sikker på i denne verden er, at hun er bestemt til at være sammen med Sailor – ligegyldigt hvor mange gange hendes psykopatiske mor prøver at slå ham ihjel. Sailor og Lula bliver dog skilt ad, da Sailor fængsles for drab i selvforsvar.
Da Sailor bliver prøveløsladt, beslutter de sig for at køre på en road-trip til Californien. Lulas mor Marietta Fortune hyrer en privatdetektiv og hans venner fra den kriminelle underverden til at finde og eliminere Sailor. Uvidende om dette nyder de unge elskende deres rejse og hinanden. Indtil de bliver vidner til en ung kvindes død efter en bilulykke, hvilket de tager som et ondt varsel. Efter at være strandet i en lille by, beslutter Sailor at forlade Lula for at slutte sig til den modbydelige Bobby Peru i et kriminelt foretagende. 
Sailor og Lulas tur ud af mulighedernes landevej i jagten på lykken bliver i stedet et møde med den forvirrende og meningsløse verden, fuld af seksuelle hemmeligheder og farligt begær og menneskets yderste subjektivitet. Det er en road-trip ned igennem menneskets sjæl afløst af den beskidte og brandfarlige hovedvej.

## Medvirkende
- Nicolas Cage – Sailor Ripley
- Laura Dern – Lula Pace Fortune
- Willem Dafoe – Bobby Peru
- Diane Ladd – Marietta Fortune
- Crispin Glover – Fætter Dell
- Isabella Rossellini – Perdita Durango
- Harry Dean Stanton – Johnnie Farragut
- Sherilyn Fenn – Pigen i biluykken